# Gaspard de la Nuit
Gaspard de la Nuit é uma coleção de poemas em prosa publicados na França em 1842 por Victor Pavie. O poeta, Aloïsius ou Aloysius Bertrand, nom-de-plume de Louis-Jacques-Napoléon Bertrand. A edição original, com prefácio de Sainte-Beuve, vendeu somente uma vintena de exemplares.
Seu resgate foi operado muitos anos depois através de um panteão ilustre de leitores, como Baudelaire, Mallarmé, Huysmans, Max Jacob e André Breton, que louvaram muitos aspectos dessa obscura obra cujo autor é uma espécie de exemplo precoce de poeta maldito.